# 設計概要
設計概要（英語：Design brief），指的是設計師與客戶協商制定的設計專案的規範，通常是文件形式以及圖稿文件相關。概述了專案的可交付成果和範圍，產品或作品的功能、美學、時間規劃和預算等等，用於許多關聯領域，包括建築、室內設計和工業設計等等。設計概要也用於在設計完成後和創建過程中評估設計的有效性，以確保專案的進行。通常會隨著時間的推移而變化，並隨著專案範圍的發展而進行調整。
在項目管理及PRINCE2基礎下，專案簡介是在專案啟動過程中和專案啟動前建立的文件，作為專案啟動文件的基礎。

## 外部來源
- Design Brief examples, templates and video guides （页面存档备份，存于）

- Jiang, Chao; Chen-hui, Gao. . 《設計學研究》: 27-48.   [2024-03-06].